# Bara (Sudão)
Bara é um dos sete distritos do estado do Cordofão do Norte, no Sudão.